# LGVパリ-ロンドン線
LGVパリ・ロンドン線(LGV Paris - Londres par Amiens)はパリと英仏海峡トンネルの入口であるカレーをアミアン経由で結ぶ計画中の高速鉄道路線である。この路線の計画は、現在リール経由で運行されているユーロスターを、リールを短絡する経路にしてLGV北線を経由するよりも20分所要時間を短縮することを目的としている。路線が完成すると、パリ・ロンドン間の所要時間は2時間になる見込みである。この計画を一番強く推進しているのは沿線都市のアミアンで、この路線が出来ることによりパリ・ロンドン間の所要時間の短縮のみならず、LGV北線の経由しないアミアンでは高速鉄道に直接アクセス出来る利便性が高まることが期待されている。2006年秋の討論会に先立ち、大々的な調査が行われた。
建設費は32億ユーロから44億ユーロが想定されている。